# Bonabéri
Bonabéri är en ort i Kamerun.   Den ligger i regionen Kustregionen, i den sydvästra delen av landet, 210 km väster om huvudstaden Yaoundé. Bonabéri ligger 13 meter över havet och antalet invånare är 8 091.
Terrängen runt Bonabéri är platt. Trakten runt Bonabéri är tätbefolkad, med 636 invånare per kvadratkilometer. Närmaste större samhälle är Douala, 4,5 km sydost om Bonabéri. Trakten runt Bonabéri är i huvudsak tätbebyggd.